# Frontera entre Romania i Hongria
La frontera entre Romania i Hongria es la frontera internacional entre Romania i Hongria, ambdós estats membres de la Unió Europea i integrats en l'espai Schengen. Té una longitud total de 424 kilòmetres.

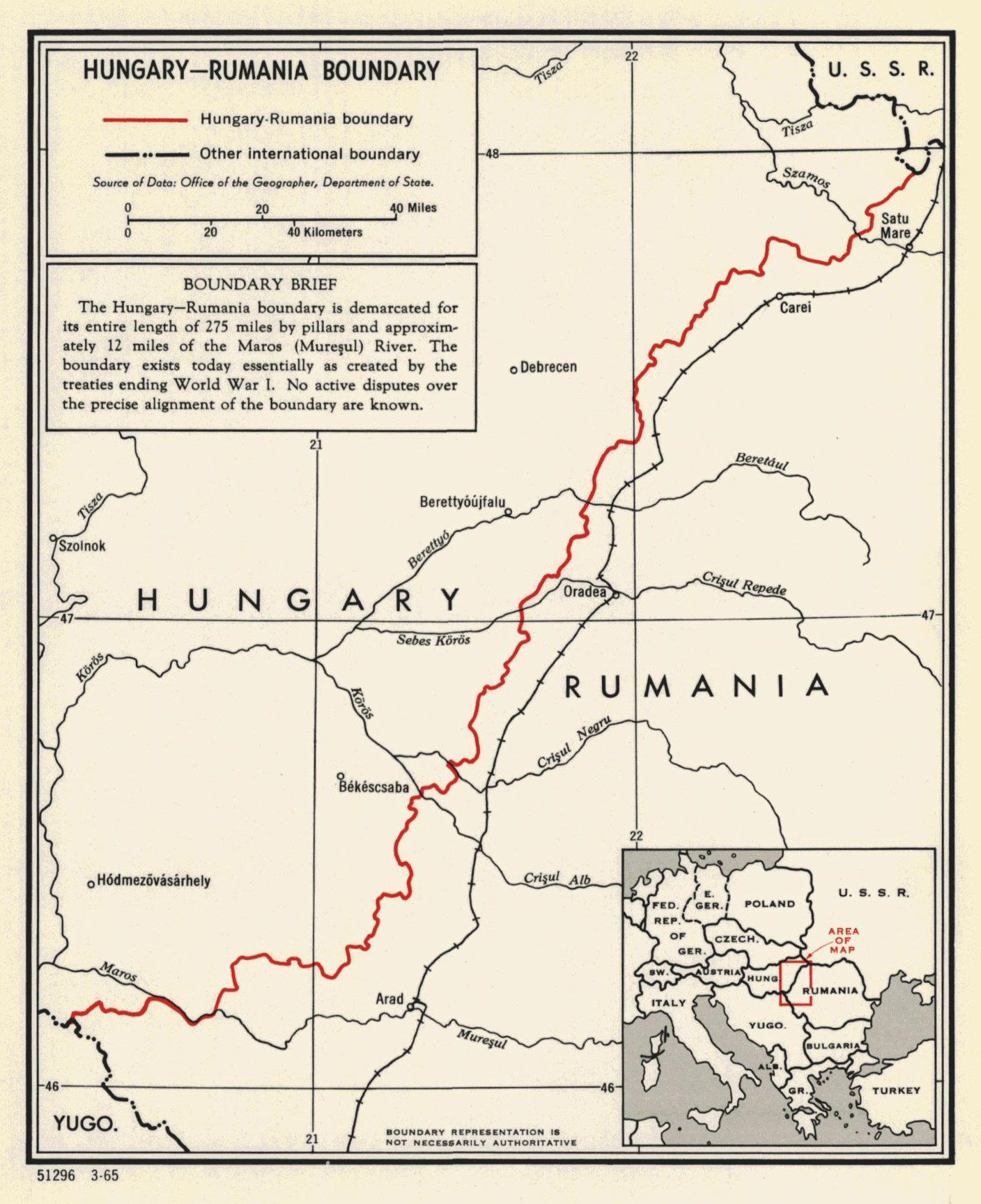
Frontera entre Romania i Hongria segons la Comissió Lord en 1918

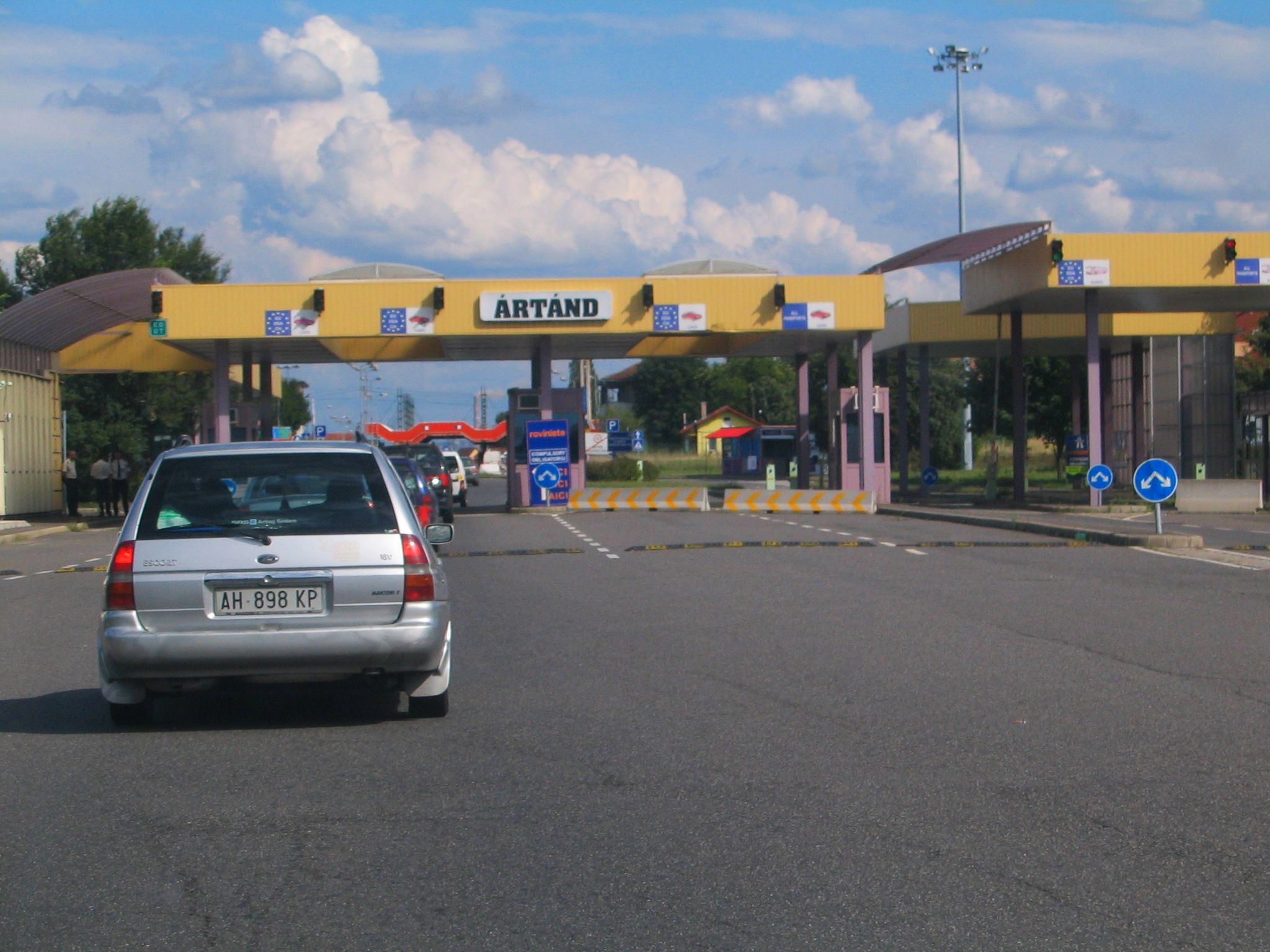
Pas fronterer Borș–Ártánd vist del costat hongarès

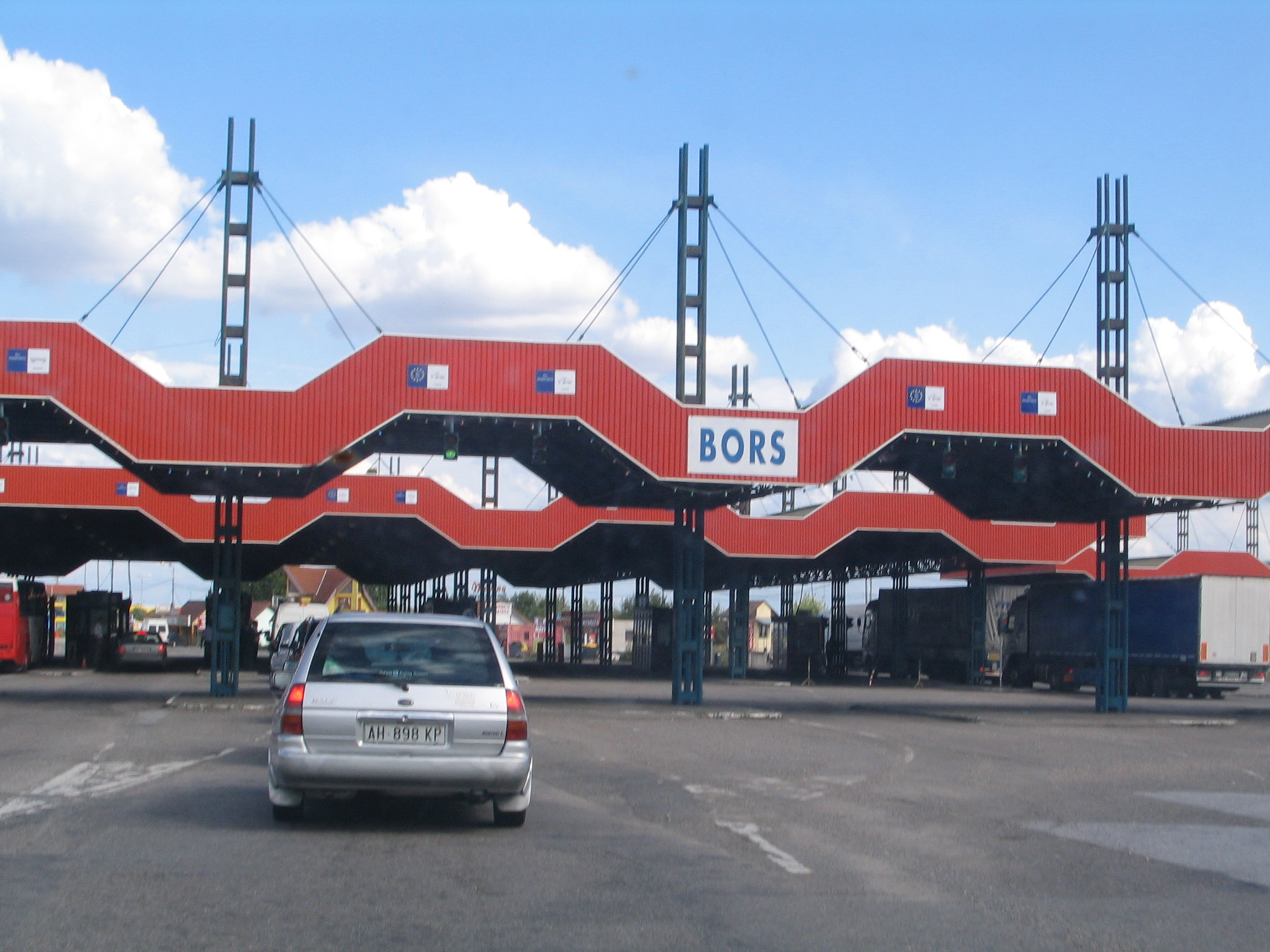
Pas fronterer Borș–Ártánd vist del costar romanès

## Traçat
La frontera comença al trifini entre Hongria, Romania i Sèrbia situada a la regió històrica del Banat, 15 kilòmetres al sud-est de la ciutat hongaresa de Szeged, on la frontera entre Hongria i Sèrbia travessa la frontera entre Romania i Sèrbia. En general, corre al sud-sud-oest / nord-nord-est cap a la Conca pannònica (conca del Tisza) fins a l'altre trifini situada al riu Tur, a 16 km al nord de la ciutat romanesa de Satu Mare, on la frontera entre Ucraïna i Hongria travessa la frontera entre Ucraïna i Romania. La frontera transcorreria a través de les àrees administratives històriques l'antic regne d'Hongria de Csongrád, Békés, Hajdú i Szabolcs a l'actual Hongria i, al costat romanès, els antics comtats d'Arad, Bihar, Sathmar i Ugocsa.

## Història
Fou establerta definitivament en 1920 per una comissió internacional (la "Comissió Lord") presidida per prestigiosos geògrafs com el britànic Robert William Seton-Watson i el francès Emmanuel de Martonne, així com l'historiador Ernest Denis.

## Llocs fronterers
Entitats administratives i municipis al voltant de la frontera:
| Entitats a Romania | Județ     | Entitats a Hongria | Comtat                 |
| ------------------ | --------- | ------------------ | ---------------------- |
| Petea              | Satu Mare | Csengersima        | Szabolcs-Szatmár-Bereg |
| Urziceni           | Satu Mare | Vállaj             | Szabolcs-Szatmár-Bereg |
| Valea lui Mihai    | Bihor     | Nyírábrány         | Hajdú-Bihar            |
| Săcueni            | Bihor     | Létavértes         | Hajdú-Bihar            |
| Borș               | Bihor     | Ártánd             | Hajdú-Bihar            |
| Salonta            | Bihor     | Sarkad             | Békés                  |
| Vărșand            | Arad      | Gyula              | Békés                  |
| Turnu              | Arad      | Battonya           | Békés                  |
| Nădlac             | Arad      | Nagylak            | Csongrád               |
| Cenad              | Timiș     | Kiszombor          | Csongrád               |